# Ussana
Ussana  es un municipio de Italia de 3.763 habitantes en la provincia de Cerdeña del Sur, región de Cerdeña. Está situado a 24 km al norte de Cagliari, en la región meridional de la llanura del Campidano, rodeado por varios cerros.
La actividad económica se basa en la agricultura y la ganadería. La iglesia parroquial de San Sebastiano es el edificio de mayor interés, seguido de la iglesia de San Saturno.

## Evolución demográfica
| Gráfica de evolución demográfica de Ussana entre 1861 y 2001 |
|                                                              |
| Fuente ISTAT - Elaboración gráfica de Wikipedia              |